# Dog Blood
I Dog Blood sono un duo musicale formato dai produttori discografici e disc jockey Boys Noize e Skrillex.
Il progetto fu annunciato nell'agosto 2012 da Moore su YouTube e sul suo sito personale. Il loro singolo di debutto, Next Order / Middle Finger, fu pubblicato il 12 Agosto su Beatport e iTunes. La traccia Next Order ha raggiunto il 1º posto nella Top 10 Techno di Beatport.

## Discografia

### EPs
- Middle Finger Pt. 2 (2013)
- Turn Off the Lights (2019)

### Singoli
- Next Order / Middle Finger (2012)
- Turn Off the Lights (2019)